# NGC 398
NGC 398 là một thiên hà dạng hạt đậu nằm trong chòm sao Song Ngư. Nó được phát hiện vào ngày 28 tháng 10 năm 1886 bởi Guillaume Bigourdan. Nó được Dreyer mô tả là "rất mờ nhạt, rất nhỏ, sao." 